# Crying in the Party
《Crying in the Party》是香港男歌手陳奕迅於2007年推出的歌曲，由黎小田作曲、褚鎮東編曲、黃偉文填詞，收錄於專輯《Listen to Eason Chan》內，是當中唯一的抒情慢歌，也是黎小田和陳奕迅唯一一次合作。歌曲甫推出便大受歡迎，播放率極高，成為四台冠軍歌，及後更在叱咤頒獎禮獲得「叱咤十大 專業推介 第二位」。
MV於同年發布，有兩版：莊少榮導演版和TVB版。
專輯第二碟收錄其重混音版（Soul Seekerz Remix）。2008年，陳奕迅發行精選《Solidays》，收錄了其big band jazz重編曲版。

## 簡介
陳奕迅曾計劃跟香港樂壇的上一代音樂大師合作，自2001年與林子祥合作成功後，他再下一城，繼續與其他音樂大師聯絡。其中顧嘉煇、林敏怡、盧東尼、鮑比達、許冠傑等，由於須要較長的溝通過程沒合作成；而初聯絡上黎小田時，對方沒要求會面相談，即提出自己先寫曲，而且很快便交貨。陳奕迅滿意成品，覺得雖然不符合專輯的舞曲風格卻仍然收貨。這是老牌音樂人黎小田淡出多年後的「復出作」，他表示只交了最簡單的旋律，刻意沒做任何的編曲，希望給予填詞人最大的創作空間；又說樂曲「滲進了張國榮、梅艷芳和陳百強的味道」。
2016年，歌手何韻詩在有線娛樂台節目《嚐·回味》中透露，她一次在朋友的生日派對因情傷失控嚎哭，當時黃偉文亦在場，後來成為此詞的靈感。

## 製作群
- 弦樂編曲：褚鎮東、黎小田
- 編曲、琴鍵、合成器：褚鎮東
- 鼓：陳匡榮
- 貝斯：單立文
- 結他：鄧建明
- 大提琴：高志堅、馬瑜、葉輝
- 混音：Simon Li
- 和聲：陳奕迅

## 流行榜成績
| 903 | RTHK | 997 | TVB |
| --- | ---- | --- | --- |
| 1   | 1    | 1   | 1   |

- 903專業推介走勢：11>10>2>2>2>2>9>1[6]
- 歌曲在叱咤903獲得237次播放率，更曾連績四星期奪得亞軍。

## 獎項
- 2007年度叱咤樂壇流行榜 - 叱咤十大 專業推介 第二位
- 2007年度勁歌金曲優秀選 - 第三回金曲
- 2007年度新城勁爆頒獎禮 - 新城勁爆歌曲
- 2007年度SINA Music樂壇民意指數頒獎禮 - 最高收聽率歌曲（第七位）